# Олександр V (цар Імереті)
Олександр V (груз. ალექსანდრე V, 1703/1704 — березень 1752) — цар Імереті (1720–1741, 1742–1752), старший син і спадкоємець царя Георгія VII.

## Життєпис
У лютому 1720 року було вбито царя Георгія VII. Царевич Олександр виховувався при дворі картлійського царя Вахтанга VI.
1721 року ахалциський паша, отримавши султанський указ, із турецьким військом вступив до Імеретії, щоб посадити на царський трон Олександра. Того ж року Бежан Дадіані видав свою дочку Маріам заміж за нового царя та став фактичним правителем Імереті.
Навесні 1741 року ахалциський паша Ісак відрядив до Імереті турецьке військо під командуванням свого сина Піріага. На бік турків перейшли Дадіані, ерістави Григол та Зураб Абашидзе зі своїми загонами. Цар Олександр V зі своїми прибічниками втік до Картлі. Турки зайняли Кутаїсі та посадили на царський престол Георгія IX, молодшого брата Олександра. Невдовзі іранці виступили в похід, в результаті якого захопили в полон царя Олександра та привезли його до Тбілісі, де взяли під варту.
Восени 1742 року османи вступили до Імеретії й повторно посадили Олександра V на царський престол. Георгій IX, молодший брат Олександра, був змушений залишити країни. Невдовзі крупні мтавари вкотре виступили проти царської влади. Олександр наказав стратити свою мачуху Тамару та розправився з багатьма прибічниками свого молодшого брата Георгія.
У березні 1752 року Олександр V помер. Йому спадкував старший син Соломон I Великий (1752–1766, 1768–1784).

## Родина
Олександр був одружений двічі. 1721 він одружився з Маріам Дадіані (пом. 1731), дочкою князя Мегрелії Бежана Дадіані, від шлюбу з якою дітей не мав.
1732 року одружився вдруге — з дочкою князя Левана Абашидзе. Діти від другого шлюбу:
- Соломон (1735–1784), цар Імереті (1752–1766, 1768–1784),
- Йосип, католикос Абхазії (1769–1776),
- Баграт (1741–1800),
- Арчіл (пом. 6 жовтня 1775).